# Física o química: La nueva generación
Física o química: La nueva generación es una serie de televisión por internet española de drama creada por Carlos García Miranda para Atresplayer. Es una continuación de la serie de televisión Física o química, la cual fue originalmente creada por Carlos Montero, y la tercera serie en la franquicia de Física o química, después de la original y de Física o químicaː el reencuentro. Está producida por Buendía Estudios Canarias y Boomerang TV. Se estrenó en Atresplayer el 16 de febrero de 2025.
El 16 de abril de 2025, Atresplayer renovó la serie por una segunda temporada.

## Reparto

### Principal
- María Bernardeau como Carlota Delgado Teja
- Rocío Velayos como Asia Pons Rico
- Kiko Bena como Koldo García Bascuñana
- Miguel Fernández como Jon Dosal González
- Biel Antón como Pelayo Castro Iglesias
- Esther Mejorada como Iria Ruiz Miranda
- Biel Castaño como Daniel "Dani" Castro Villanueva
- Julia Camus como Bárbara Rodríguez Milán
- Santiago Garzozi como Jeremy Torres Sierra
- Carla Domínguez como Marina Rosales Puente
- Rocky como Elena "Lele" Aguado Cabezas
- Stephanie Gil como Silvia Castro Villanueva (Episodio 1 - Episodio 2; Episodio 4 - Episodio 6; Episodio 8)
- Itziar Miranda como Brianda Milán
- Silma López como Marta Romero

con la colaboración especial de
- Israel Elejalde como Ramón (Episodio 1 - Episodio 7)

### Recurrente
- Alex Sie como Esteban (Episodio 1 - Episodio 4; Episodio 6 - Episodio 8)
- Cuca Escribano como Carmina Iglesias (Episodio 1 - Episodio 3; Episodio 6 - Episodio 7)
- Adriana Hormigos como Vega López López (Episodio 1 - Episodio 4; Episodio 6 - Episodio 8)
- Enzo Campero como Rodrigo "Rodri" Miralles Saez (Episodio 1 - Episodio 4; Episodio 6 - Episodio 8)
- Aaron Ayuso como Hamza Tazi Iajor (Episodio 1 - Episodio 4; Episodio 7)
- Ana Andrés como Fátima Ramírez Cámara (Episodio 1 - Episodio 4; Episodio 7)
- Nany Tovar como Lucía Clotet (Episodio 1 - Episodio 7)

con la colaboración especial de
- Ana Milán como Olimpia Díaz Centeno (Episodio 8)
- Despistaos como Ellos mismos (Episodio 8)

### Invitado
- Jorge Enrique Caballero como Ponce (Episodio 1)
- Carlos García Miranda como Liso (Episodio 1)
- José Manuel Mejorada como Padre de Iria (Episodio 2)
- Álvaro Manso como Lorenzo (Episodio 3)
- Paco Déniz como Luis (Episodio 5)
- Mónica Miranda como Mercedes Teja (Episodio 5; Episodio 7)
- Aitor Aguado como Padre Bernadette (Episodio 5)
- Iker Roca como Romero (Episodio 5)
- Iris Díaz como Eugenia (Episodio 8)
- Alessio Pierucci como Luca (Episodio 8)
- Diego Álvarez como Giovanni (Episodio 8)

## Episodios

### Temporada 1 (2025)
| N.º | Título       | Dirigido por  | Escrito por                            | Fecha de lanzamiento original |
| --- | ------------ | ------------- | -------------------------------------- | ----------------------------- |
| 1   | «Capítulo 1» | Juanma Pachón | Carlos García Miranda                  | 16 de febrero de 2025         |
| 2   | «Capítulo 2» | Juanma Pachón | Carlos García Miranda                  | 23 de febrero de 2025         |
| 3   | «Capítulo 3» | Daniel Romero | Alba Carballal y Carlos García Miranda | 2 de marzo de 2025            |
| 4   | «Capítulo 4» | Daniel Romero | Diego Pinillos y Carlos García Miranda | 9 de marzo de 2025            |
| 5   | «Capítulo 5» | Juanma Pachón | Carlos García Miranda                  | 16 de marzo de 2025           |
| 6   | «Capítulo 6» | Daniel Romero | María Miranda y Carlos García Miranda  | 23 de marzo de 2025           |
| 7   | «Capítulo 7» | Juanma Pachón | Alba Lucío y Carlos García Miranda     | 30 de marzo de 2025           |
| 8   | «Capítulo 8» | Juanma Pachón | Carlos García Miranda                  | 6 de abril de 2025            |

## Producción
El 13 de junio de 2023, durante el evento del Atresplayer Day, Atresplayer anunció que había dado luz verde a una nueva serie de Física o química, titulada FoQ: La nueva generación, la cual seguiría a una nueva generación de estudiantes y profesores del Instituto Zurbarán. A finales de mayo de 2024, Rocío Velayos, María Bernardeau, Biel Antón, Kiko Bena y Miguel Fernández fueron anunciados como los actores jóvenes principales de la serie, y poco después se anunció que su rodaje empezaría muy pronto, antes del verano de 2024. Finalmente, el rodaje de la serie comenzó a mediados de junio de 2024, y junto con el anuncio del rodaje, se desveló su reparto completo, el cual incluía a Israel Elejalde, Itziar Miranda, Silma López, Cuca Escribano, Alex Sie y Anaís Tovar como los personajes de los profesores. El rodaje de la serie finalizó en septiembre de 2024.
El 16 de abril de 2025, Atresplayer anunció que había renovado Física o química: La nueva generación por una segunda temporada.

## Lanzamiento y marketing
El 26 de diciembre de 2024, Atresplayer anunció que el título de la serie había sido expandido de FoQ: La nueva generación a Física o química, la nueva generación, y que se estrenaría en su plataforma el 16 de febrero de 2025.